# Chaerophyllum millefolium
Chaerophyllum millefolium är en flockblommig växtart som beskrevs av Dc. Chaerophyllum millefolium ingår i släktet rotkörvlar, och familjen flockblommiga växter. Inga underarter finns listade i Catalogue of Life.